# Brian Foster
Brian Foster (Sallisaw, 3 de abril de 1984) é um lutador estadunidense de artes marciais mistas e kickboxing, que atualmente compete no World Series of Fighting. Ele ganhou o Torneio de Leves do WSOF em 2015, lutando três vezes numa mesma noite.

## Background
Foster começou sua carreira profissional no MMA em 2006, depois que seu irmão morreu. Em uma entrevista para o FightLockdown.com, Foster declarou que "as artes marciais me mudaram, isso me fez um indivíduo mais humilde e respeitoso. A morte do meu irmão tornou-me uma pessoa muito irritada, então, muito pouco depois disso, eu comecei a treinar e a usar o estresse físico do treinamento para afastar a dor emocional causada por sua morte. Eu gosto de pensar que ele está muito orgulhoso do que realizei desde a sua ida [...] Eu levo uma foto do meu irmão comigo a cada luta."

## Carreira no MMA

### Início de carreira
Foster começou a lutar pela organização Masters of the Cage. Foster lutou seis vezes pela promoção e formou um cartel de 4-2. Venceu oito lutas consecutivas, antes de perder para o futuro vencedor do The Ultimate Fighter, Diego Brandão. Após a derrota, Foster ganhou as suas próximas três lutas e assinou contrato com o Ultimate Fighting Championship.

### Ultimate Fighting Championship
No UFC 103, Foster faria sua estréia contra o popular inglês, Paul Daley. Daley teve que substituir Mike Swick em uma luta contra Martin Kampmann, deixando Foster sem oponente. Em vez de Daley, ele acabou lutando contra Rick Story, e perdeu por finalização, com um triângulo de braço no segundo round.
No UFC 106, em 21 de novembro de 2009, Foster derrotou Brock Larson por TKO no segundo round, sendo que, no primeiro round, ele havia aplicado um chute ilegal na cabeça e uma joelhada ilegal no adversário.
Foster substituiu o lesionado Dong Hyun Kim, no UFC 110, para enfrentar Chris Lytle. Ele perdeu por finalização, com uma chave de joelho no primeiro round.
Foster enfrentou Forrest Petz, em 15 de setembro de 2010, no UFC Fight Night 22. Ele ganhou por TKO no primeiro round.
Foster, então, enfrentou Matt Brown, no UFC 123, substituindo o lesionado Rory MacDonald. Foster finalizou Brown com uma guilhotina no segundo round.
Foster enfrentaria Sean Pierson, em 30 de abril de 2011, no UFC 129.
  No entanto, Foster foi forçado a retirar-se da luta depois de um exame mostrar que ele sofreu uma hemorragia no cérebro, e fora impedido pela lesão. Pouco depois da cirurgia cerebral bem sucedida, Foster sofreu mais um atraso na carreira de MMA: um golpe involuntário na virilha aplicado durante um treinamento estourou um de seus testículos, deixando-o afastado novamente. Foster foi liberado do contrato com o UFC devido a problemas de saúde.

### Pós-UFC
Quando estava totalmente recuperado, Foster fez sua próxima luta contra Jack Mason, no Cage Warriors Fighting Championship 44. Ele ganhou a luta, finalizando com uma guilhotina no primeiro round.
Foster derrotou LaVerne Clark por finalização no primeiro round, no Capital City Cage Wars 7, em 15 de outubro de 2011.

### World Series of Fighting
Foster se juntou ao World Series of Fighting em 2014. Em sua primeira luta pela promoção, Foster enfrentou Jake Shields, no evento principal do WSOF 17, em 17 de janeiro de 2015. Ele perdeu a luta por finalização no primeiro round.
Em sua segunda luta pela organização, Foster derrotou LaRue Burley por nocaute com um gancho de direita aos 34 segundos do primeiro round, no WSOF 23, em 18 de setembro de 2015.
Foster, então, entrou no Torneio de Leves do WSOF, para determinar o desafiante número um ao Cinturão Peso Leve do WSOF. Ele enfrentou João Zeferino nas quartas de final, e perdeu por finalização, devido a uma chave de calcanhar. No entanto, uma série de lesões atingiram os semifinalistas, e Foster continuou como substituto dos lesionados. Ele enfrentou Luis Palomino nas semifinais, e ganhou por TKO no segundo round. Nas finais, enfrentou Zeferino, em uma revanche, e venceu a luta por nocaute no segundo round, assim vencendo o Torneio.
Foster enfrentou Luiz Firmino, no WSOF 33, em 7 de outubro de 2016. Ele ganhou a luta com um triângulo no primeiro round.

## Kickboxing
Foster fez sua estreia no Kickboxing no Glory, GLORY 11, em Hoffman Estates, Illinois, no dia 12 de outubro de 2013. Ele perdeu por TKO no primeiro round, depois de um chute giratório de Raymond Daniels.

## Cartel no Kickboxing
Legenda:       Vitória 
      Derrota 
      Empate/No contest 
      Notas 

## Campeonatos e realizações
- Ultimate Fighting Championship
  - Luta da Noite (Uma vez) vs. Rick Story 
  - Nocaute da Noite (Uma vez) vs. Forrest Petz
- World Series of Fighting
  - Vencedor do Torneio de Leves do WSOF
- Victory Fighting Championship
  - Campeão Peso-Meio-Médio do VFC (Uma vez)[16]

## Cartel no MMA
| Cartel no MMA       |             |             |
| 41 lutas            | 29 vitórias | 12 derrotas |
| Por nocaute         | 14          | 2           |
| Por finalização     | 14          | 9           |
| Por decisão         | 1           | 0           |
| Por desqualificação | 0           | 1           |

| Res.    | Cartel | Oponente               | Método                              | Evento                                     | Data       | Round | Tempo | Local                   | Notas                                         |
| ------- | ------ | ---------------------- | ----------------------------------- | ------------------------------------------ | ---------- | ----- | ----- | ----------------------- | --------------------------------------------- |
| Vitória | 29-12  | Cliff Wright           | Finalização (Kimura)                | MMAX FC 9: High Stakes 2                   | 15/08/2020 | 1     | 2:20  | Poteau, Oklahoma        |                                               |
| Derrota | 28-12  | Amirkhan Adaev         | Desqualificação (Pedalada Ilegal)   | ACA 101: Strus vs. Nemchinov               | 15/11/2019 | 2     | 3:17  | Varsóvia                |                                               |
| Derrota | 28-11  | Abdul-Aziz Abdulvakhov | Finalização (katagatame)            | ACA 92: Yagshimaradov vs. Celiński         | 16/02/2019 | 1     | 1:38  | Varsóvia                |                                               |
| Vitória | 28-10  | Ramsey Nijem           | Nocaute Técnico (Joelhada e Socos)  | PFL 2                                      | 21/06/2018 | 3     | 0:32  | Chicago, Illinois       | Retorno aos Leves                             |
| Derrota | 27–10  | Jon Fitch              | Finalização (mata-leão)             | PFL Daytona                                | 30/06/2017 | 2     | 3:12  | Daytona Beach, Flórida  |                                               |
| Vitória | 27–9   | Luiz Firmino           | Finalização (triângulo)             | WSOF 33                                    | 07/10/2016 | 1     | 3:14  | Kansas City, Missouri   |                                               |
| Derrota | 26–9   | Justin Gaethje         | Nocaute Técnico (chutes na perna)   | WSOF 29                                    | 12/03/2016 | 1     | 1:43  | Greeley, Colorado       | Pelo Cinturão Peso Leve do WSOF.              |
| Vitória | 26–8   | João Zeferino          | Nocaute (socos)                     | WSOF 25                                    | 20/11/2015 | 2     | 4:51  | Phoenix, Arizona        | Final do Torneio de Leves do WSOF.            |
| Vitória | 25–8   | Luis Palomino          | Nocaute Técnico (socos)             | WSOF 25                                    | 20/11/2015 | 2     | 4:19  | Phoenix, Arizona        | Semifinal do Torneio de Leves do WSOF.        |
| Derrota | 24–8   | João Zeferino          | Finalização (chave de calcanhar)    | WSOF 25                                    | 20/11/2015 | 1     | 1:46  | Phoenix, Arizona        | Quartas de Final do Torneio de Leves do WSOF. |
| Vitória | 24–7   | LaRue Burley           | Nocaute (soco)                      | WSOF 23                                    | 18/09/2015 | 1     | 0:32  | Phoenix, Arizona        |                                               |
| Vitória | 23–7   | Marcio Navarro         | Nocaute Técnico (joelhada e socos)  | XFI 14                                     | 18/07/2015 | 1     | 0:45  | Fort Smith, Arkansas    |                                               |
| Derrota | 22–7   | Jake Shields           | Finalização (mata-leão)             | WSOF 17                                    | 17/01/2015 | 1     | 2:51  | Las Vegas, Nevada       |                                               |
| Vitória | 22–6   | Gilbert Smith          | Decisão (unânime)                   | Titan FC 28: Brilz vs. Davis               | 16/05/2014 | 3     | 5:00  | Newkirk, Oklahoma       |                                               |
| Vitória | 21–6   | Rodrigo Soria          | Finalização (chave de braço)        | RDC MMA: Reto de Campeones 2               | 21/02/2014 | 1     | 2:39  | Cidade do México        |                                               |
| Vitória | 20–6   | Mitch Whitesel         | Finalização (chave de braço)        | C3 Fights: Border Wars 2014                | 08/02/2014 | 1     | 4:37  | Newkirk, Oklahoma       |                                               |
| Vitória | 19–6   | James Wood             | Nocaute (chute giratório na cabeça) | Victory Fighting Championship 40           | 27/07/2013 | 2     | 0:43  | Ralston, Nebraska       | Ganhou o Cinturão Peso-Meio-Médio do VFC.     |
| Derrota | 18–6   | Daniel Roberts         | Finalização (mata-leão)             | Combat MMA                                 | 18/05/2013 | 1     | 1:29  | Tulsa, Oklahoma         |                                               |
| Vitória | 18–5   | LaVerne Clark          | Finalização (chave de braço)        | Capital City Cage Wars 7                   | 15/10/2011 | 1     | 2:31  | Springfield, Illinois   |                                               |
| Vitória | 17–5   | Jack Mason             | Finalização (guilhotina)            | Cage Warriors: 44                          | 01/10/2011 | 1     | 2:15  | Kentish Town, Londres   |                                               |
| Vitória | 16–5   | Matt Brown             | Finalização (guilhotina)            | UFC 123                                    | 10/11/2010 | 2     | 2:11  | Auburn Hills, Michigan  |                                               |
| Vitória | 15–5   | Forrest Petz           | Nocaute Técnico (socos)             | UFC Fight Night: Marquardt vs. Palhares    | 15/09/2010 | 1     | 1:07  | Austin, Texas           | Nocaute da Noite.                             |
| Derrota | 14–5   | Chris Lytle            | Finalização (leglock)               | UFC 110                                    | 21/02/2010 | 1     | 1:41  | Sydney                  |                                               |
| Vitória | 14–4   | Brock Larson           | Finalização (socos)                 | UFC 106                                    | 21/11/2009 | 2     | 3:25  | Las Vegas, Nevada       |                                               |
| Derrota | 13–4   | Rick Story             | Finalização (triângulo de braço)    | UFC 103                                    | 19/09/2009 | 2     | 1:09  | Dallas, Texas           | Luta da Noite.                                |
| Vitória | 13–3   | Kyle Baker             | Nocaute (socos)                     | Shine Fights 1: Genesis                    | 09/04/2009 | 1     | 0:59  | Columbus, Ohio          |                                               |
| Vitória | 12–3   | Mike Jackson           | Nocaute (socos)                     | PB MMA: Return to Glory                    | 28/03/2009 | 1     | 0:05  | Fort Smith, Arkansas    |                                               |
| Vitória | 11–3   | Nathan Coy             | Finalização (kimura)                | Pro Battle MMA: Immediate Impact           | 04/10/2008 | 1     | 4:08  | Springdale, Arkansas    |                                               |
| Derrota | 10–3   | Diego Brandão          | Nocaute (socos)                     | TAP Entertainment: Fight Night             | 27/06/2008 | 1     | 1:34  | Sallisaw, Oklahoma      |                                               |
| Vitória | 10–2   | Douglas Edwards        | Finalização (chave de braço)        | LFC 1: The Genesis                         | 10/05/2008 | 1     | 2:00  | Wichita, Kansas         |                                               |
| Vitória | 9–2    | Nuri Shakir            | Finalização (guilhotina)            | AOW: Gi's vs Pro's                         | 19/04/2008 | 1     | 1:09  | Tunica, Mississippi     |                                               |
| Vitória | 8–2    | Ken Jackson            | Nocaute Técnico (socos)             | Warriors of the Cage 1                     | 16/06/2007 | 3     | 0:40  | Oklahoma City, Oklahoma |                                               |
| Vitória | 7–2    | Phet Phongsavane       | Finalização (mata-leão)             | Night of Champions: Power, Pride and Honor | 30/03/2007 | 1     | N/A   | Alexandria, Luisiana    |                                               |
| Vitória | 6–2    | Derik Bolton           | Nocaute Técnico (socos)             | Blackeye Productions                       | 10/02/2007 | 1     | 1:30  | Fort Smith, Arkansas    |                                               |
| Vitória | 5–2    | Steve Carl             | Nocaute Técnico (socos)             | Masters of the Cage 7                      | 02/12/2006 | 1     | 4:34  | Norman, Oklahoma        |                                               |
| Vitória | 4–2    | James Inhoff           | Finalização                         | Blackeye Productions                       | 04/11/2006 | 1     | 2:25  | Arkansas                |                                               |
| Vitória | 3–2    | Jeff Davis             | Nocaute Técnico (socos)             | Masters of the Cage 5                      | 14/10/2006 | 1     | 2:44  | Oklahoma City, Oklahoma |                                               |
| Derrota | 2–2    | TJ Waldburger          | Finalização (chave de braço)        | Masters of the Cage 4                      | 23/09/2006 | 1     | 0:29  | Oklahoma City, Oklahoma |                                               |
| Vitória | 2–1    | Jeff Davis             | Finalização                         | Masters of the Cage 3                      | 19/08/2006 | 3     | 1:19  | Oklahoma City, Oklahoma |                                               |
| Derrota | 1–1    | Jeff Davis             | Finalização (mata-leão)             | Masters of the Cage 2                      | 14/07/2006 | 3     | 0:54  | Oklahoma City, Oklahoma |                                               |
| Vitória | 1–0    | Deric Harris           | Nocaute (soco)                      | Masters of the Cage 2                      | 14/07/2006 | 1     | 1:09  | Oklahoma City, Oklahoma |                                               |